# Akvamarin
Akvamarin (Be3Al2Si6O18) er en smykkesten, en varietet af beryl. Stenen findes på Madagaskar, i Ural, Brasilien og Sri Lanka. Den er blålig eller lys turkis transparent.